# Transhumanismus

Logo für Transhumanismus (oft als H+ oder h+ abgekürzt)

Transhumanismus (von lateinisch trans ‚jenseits, über, hinaus‘ und humanus ‚menschlich‘) ist eine Ideologie, deren Anhänger die Grenzen menschlicher Möglichkeiten, sei es intellektuell, physisch oder psychisch, durch den Einsatz technologischer Verfahren erweitern wollen. Die Interessen und Werte der Menschheit werden als „Verpflichtung zum Fortschritt“ angesehen.
Die Vertreter des Transhumanismus finden sich vor allem im angelsächsischen Raum. Es handelt sich dabei um eine lose und heterogene Verbindung von Vertretern unterschiedlicher soziokultureller Hintergründe und unterschiedlicher Disziplinen.

## Geschichte
Nick Bostrom zufolge reichen die transzendentalistischen Impulse mindestens bis zur Suche nach Unsterblichkeit im Gilgamesch-Epos zurück, ebenso wie die historische Suche nach dem Jungbrunnen, dem Lebenselixier und anderen Bemühungen, Alterung und Tod zu verhindern. In seiner Göttlichen Komödie prägte Dante Alighieri im ersten Canto del Paradiso das Wort „trasumanar“.
Einer der frühen Vorläufer der transhumanistischen Ideen ist der Diskurs über die Methode (1637) von René Descartes (1596–1650). In diesem Diskurs stellte Descartes eine neue Art von Medizin vor, die sowohl körperliche Unsterblichkeit als auch einen stärkeren Geist gewähren könnte.
Transhumanisten sehen die Wurzeln ihrer Philosophie im Renaissance-Humanismus und dem Zeitalter der Aufklärung angelegt. Es wird von Transhumanisten intensiv diskutiert, ob und inwiefern Friedrich Nietzsche (1844–1900) als Ahnherr des Transhumanismus angesehen werden kann und sollte. Die transhumanistischen Philosophien von Max More und Stefan Lorenz Sorgner sind stark vom Denken Nietzsches beeinflusst.

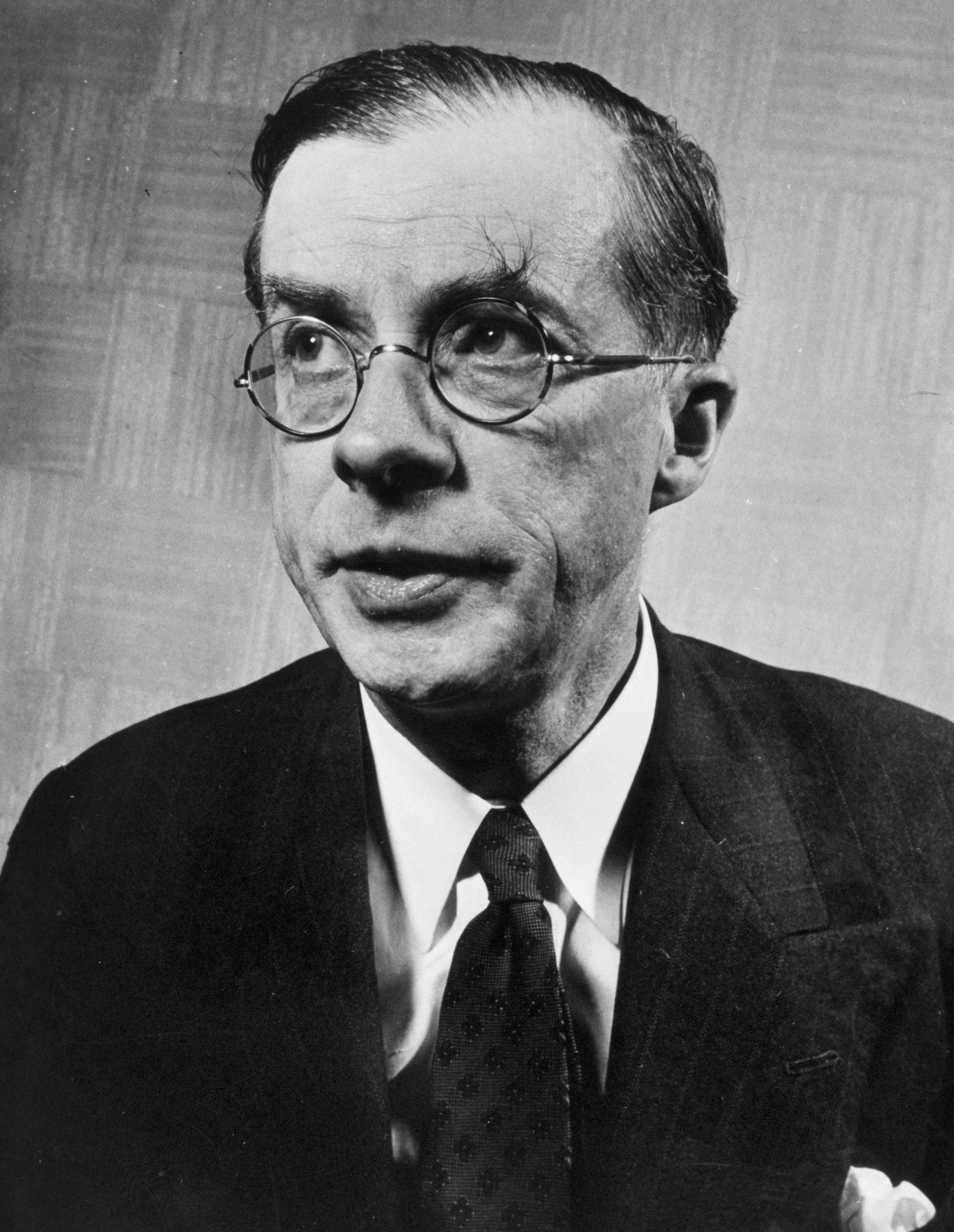
Julian Huxley (1964)

Der Biologe und Eugeniker Julian Huxley, der auch den Begriff des evolutionären Humanismus prägte, definierte 1957 in seinem Buch New Bottles for New Wine den Begriff Transhumanismus im gleichnamigen Kapitel wie folgt:

„Die menschliche Spezies kann, wenn sie es möchte, über sich selbst hinauswachsen – nicht nur sporadisch, ein Einzelner mal so, ein anderer mal so, sondern als Ganzes, als Menschheit. Wir brauchen einen Namen für diesen neuen Glauben. Vielleicht passt Transhumanismus ganz gut: Mensch, der Mensch bleibt, aber sich selbst, durch Verwirklichung neuer Möglichkeiten von seiner und für seine menschliche Natur, überwindet.“

Der Begriff kam anschließend in Abraham Maslows Toward a Psychology of Being (Psychologie des Seins, 1968) und Robert Ettingers Man into Superman (1972) vor. Wie Maslow und Ettinger benutzte auch der iranisch-amerikanische Futurist FM-2030 (geborener F.M. Esfandiary, Namensänderung Mitte der 1970er) den Begriff in seinen Schriften aus den 1970er Jahren in Bezug auf Personen, die sich neue Technologien, Lebensweisen und Weltbilder zu eigen machen, die einen Übergang zum Posthumanen erkennen lassen. In seinem Buch Are You Transhuman? von 1989 schreibt der transhumanistische Philosoph FM-2030:

„Transhumane sind die erste Manifestation einer neuen Art von evolutionären Wesen. Sie ähneln darin den ersten Hominiden, die vor vielen Millionen Jahren die Bäume verließen und begannen sich umzuschauen. Transhumane haben nicht notwendigerweise das Ziel, die Evolution höherer Lebensformen zu beschleunigen. Viele von ihnen sind sich ihrer Rolle als Übergangsform der Evolution gar nicht bewusst.“

Eine moderne Definition des Transhumanismus geht auf Max More zurück:

„Transhumanismus ist eine Kategorie von Anschauungen, die uns in Richtung eines posthumanen Zustands führen. Transhumanismus teilt viele Aspekte mit dem Humanismus, einschließlich eines Respekts vor Vernunft und Wissenschaft, einer Verpflichtung zum Fortschritt und der Anerkennung des Wertes des menschlichen (oder transhumanen) Bestehens in diesem Leben. […] Transhumanismus unterscheidet sich vom Humanismus im Erkennen und Antizipieren der radikalen Änderungen in Natur und Möglichkeiten unseres Lebens durch verschiedenste wissenschaftliche und technologische Disziplinen […].“

Die Universität von Kalifornien, Los Angeles wurde eine zentrale Anlaufstelle für Transhumanisten. John Spencer von der Gesellschaft für Weltraumtourismus organisierte viele transhumanistische Veranstaltungen zum Thema Weltraum. Natasha Vita-More (früher Nancie Clark) stellte „Breaking Away“ bei EZTV-Media aus, ein Treffpunkt für Transhumanisten und andere Futuristen. FM-2030, Spencer und Vita-More lernten sich kennen und organisierten gemeinsam Treffen für Transhumanisten in Los Angeles.
In Australien schrieb der Science-Fiction-Autor Damien Broderick (1944–2025) das Judas Mandala. 1982 verfasste Vita-More das Transhumanistische Künstlermanifest und produzierte später die erfolgreiche Fernseh-Show TransCentury Update zum Thema Transhumanität.
1986 wurde Eric Drexlers bekanntes Buch zur Nanotechnologie Engines of Creation veröffentlicht.
Die World Transhumanist Association wurde 1998 von Nick Bostrom und David Pearce gegründet. Sie wurde später in Humanity+ umbenannt.
Laut einer 2008 veröffentlichten Studie sehen sich fast 50 % der Transhumanisten als politisch links an, es sind aber auch viele weitere politische Strömungen verbreitet, die teilweise auch die klassische links-rechts Unterscheidung verneinen und durch up-down ersetzen.

## Technologie und Moral

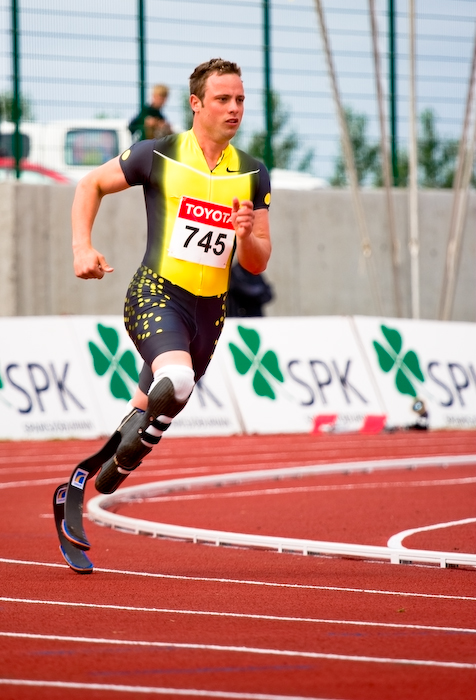
Der ehemalige südafrikanische Sprinter und Weltrekordhalter Oscar Pistorius mit Fußprothesen aus kohlenstofffaserverstärktem Kunststoff (Juli 2007)

Der Schwerpunkt der Transhumanismusbewegung ist die Anwendung neuer und künftiger Technologien; dazu zählen unter anderem:
- Prothetik: Verbesserung der menschlichen Funktionalität durch Prothesen[14]
- Nano- und Biotechnologie mit Schwerpunkten in der Gentechnik und der regenerativen Medizin
- Gehirn-Computer-Schnittstellen, welche das Hochladen menschlichen Bewusstseins in digitale Speicher ermöglichen sollen. Dieses Vorhaben teilen nicht alle Transhumanisten, es ist aber ein essenzieller Bestandteil des technologischen Posthumanismus.[15]
- Entwicklung von Superintelligenz, Weiterentwicklung der Kryonik

Die Technologien sollen es jedem Menschen ermöglichen, seine Lebensqualität nach Wunsch zu verbessern, sein Aussehen sowie seine physikalischen und seelischen Möglichkeiten selbst bestimmen zu können; niemand solle dabei zu irgendeiner Veränderung gezwungen werden.

## Transhumanistische Strömungen
Innerhalb des transhumanistischen Denkens gibt es eine Vielzahl von Meinungen; viele der führenden transhumanistisch Denkenden vertreten Ansichten, die ständig überarbeitet und weiterentwickelt werden – dabei lassen sich Unterströmungen ausmachen, die in der Realität aber selten eindeutig voneinander abzugrenzen sind:
- Demokratischer Transhumanismus: Eine politische Philosophie, welche liberale Demokratie, Sozialdemokratie und Transhumanismus zusammenführt[17]
- Extropianismus: Eine Richtung des Transhumanismus, welche sich bemüht, die weitere menschliche Evolution „proaktiv“ zu beschleunigen;[18][19] sie wurde in den 1980er-Jahren von Max More und T. O. Morrow in Kalifornien begründet, wobei Extropie als Gegenbegriff zu Entropie fungiert und ein „measure of a system’s intelligence, information content, available energy, longevity, vitality, diversity, complexity, and capacity for growth“ (More 1993: 1) darstellt („Maß für die Intelligenz, den Informationsgehalt, die verfügbare Energie, Langlebigkeit, Vitalität, Vielfalt, Komplexität und Wachstumsfähigkeit eines Systems“)[20]
- Kohlenstoff/Silizium-basiert: Stefan Lorenz Sorgner unterscheidet zwischen zwei Strömungen: solchen, die auf Kohlenstoff, also Dinge wie Genmanipulation setzen, und den auf Silizium basierenden Technologien, also Computer, um beispielsweise das Bewusstsein auf externe Speicher hochzuladen[21]
- Libertarischer Transhumanismus: Eine politische Ideologie, die Libertarismus und Transhumanismus miteinander verbindet[22]
- Postgenderismus, eine Sozialphilosophie, welche die freiwillige Abschaffung des biologischen Geschlechts in der menschlichen Spezies durch die Anwendung von Biotechnologie und assistierten Reproduktionstechnologien anstrebt[23] (→ Menschliche Geschlechtsunterschiede)
- Post-Politik: Ein politischer Vorschlag, der darauf abzielt, eine „Postdemokratie“ zu schaffen, die auf Vernunft und freiem Zugang der Menschen zu Neuro-Enhancement-Technologien beruht.[24]
- Singularitarianismus: Basiert auf dem Glauben, dass eine technologische Singularität möglich und sie herbeizuführen ist – die Erschaffung einer Superintelligenz;[25] die entsprechende Phase wird als „Transzendenz der menschlichen Art“ gesehen

## Eugenik
Die Eugenik spielt im Transhumanismus eine zentrale Rolle. Man setzt dabei nicht auf Sterilisation Unerwünschter, sondern auf Genmanipulation, um für die Geburt eines gesunden Kindes zu sorgen. Dabei soll die menschliche Evolution künftig gesteuert werden. Diese Züchtung von Menschen soll nicht in staatlicher Hand liegen (wie etwa von der nationalsozialistischen Eugenik angestrebt), sondern in die Hände der einzelnen Eltern gelegt werden.
In Deutschland knüpfen ähnliche Diskussionen an Friedrich Nietzsches Begriff des Übermenschen an und sind damit nicht vornehmlich technisch orientiert, sondern immer auch von Gedanken einer kulturellen Weiterentwicklung durchdrungen.

## Kritik und Kontroversen
Der Begriff und die Aussicht auf menschliches Enhancement und damit zusammenhängende Fragen lösen in der Öffentlichkeit Kontroversen aus. Die Kritik am Transhumanismus und seinen Vorschlägen lässt sich in zwei Hauptformen unterteilen: zum einen in Einwände gegen die Wahrscheinlichkeit, dass die transhumanistischen Ziele erreicht werden (praktische Kritik), und zum anderen in Einwände gegen die moralischen Grundsätze oder die Weltanschauung, die den transhumanistischen Vorschlägen zugrunde liegen oder dem Transhumanismus selbst zugrunde liegen (ethische Kritik). Kritiker und Gegner sehen in den Zielen der Transhumanisten oft eine Bedrohung für die menschlichen Werte.
Die Frage, inwiefern transhumanistische Zukunftsprognosen über die technologische Entwicklung realistisch sind und welche ethischen und anthropologischen Konsequenzen sich gegebenenfalls daraus ergäben, wird kontrovers diskutiert. Der Transhumanismus wurde von Francis Fukuyama – einem ausgesprochenen Gegner – „eine der gefährlichsten Ideen“ genannt, während ein Befürworter (Ronald Bailey) dem entgegensetzte, dass „diese Bewegung das kühnste, mutigste, visionärste und idealistischste Bestreben der Menschheit sei“. Einige Autoren vertreten den Standpunkt, dass die Menschheit bereits transhuman sei, weil der medizinische Fortschritt in den letzten Jahrhunderten die Spezies signifikant verändert habe.

### Praktische Kritik

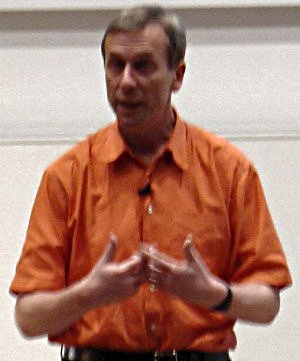
Kevin Warwick, erster Mensch, der sich einen Computerchip (RFID-Chip) in den Arm implantieren ließ

Der Genetiker und Wissenschaftsautor Steve Jones (* 1944) argumentiert, dass die Menschheit die Technologie nicht habe und nie haben werde, die die Befürworter des Transhumanismus suchen. Jones behauptet, dass Technologien wie die Gentechnik nie so leistungsfähig sein würden, wie allgemein angenommen werde.
Obwohl Gregory Stock (* 1949), Professor für öffentliche Gesundheit, dem Transhumanismus generell positiv gegenübersteht, ist er skeptisch, was die technische Machbarkeit und die Massenattraktivität der von Raymond Kurzweil, Hans Moravec (* 1948) und Kevin Warwick (* 1954) vorhergesagten Cyborgisierung der Menschheit angeht. Seiner Ansicht nach würden im 21. Jahrhundert viele Menschen tief in Maschinensysteme integriert sein, aber biologisch bleiben. Die primären Veränderungen ihrer eigenen Form und ihres Charakters würden nicht durch Cyberware, sondern durch die direkte Manipulation ihrer Genetik, ihres Stoffwechsels und ihrer Biochemie entstehen.
In seinem Buch Futurehype: Die Tyrannei der Prophezeiung zählt der Soziologe Max Dublin viele fehlgeschlagene Vorhersagen des vergangenen technologischen Fortschritts auf und postuliert, dass moderne futuristische Vorhersagen ähnlich ungenau ausfallen würden. Er tritt auch gegen das ein, was er als Fanatismus und Nihilismus in der Befürwortung transhumanistischer Zwecke sieht, und behauptet, dass historische Ähnlichkeiten zu religiösen und marxistischen Ideologien bestünden.

### Ethische Kritik
Dem Transhumanismus wird vorgeworfen, auf technologische Entwicklungen zu setzen, ohne die damit einhergehenden ethischen Aspekte hinreichend zu berücksichtigen.
Der Politikwissenschaftler Francis Fukuyama meint, dass der Transhumanismus die progressiven Ideale der liberalen Demokratie auf kritische Weise unterminieren könne. Dies geschehe durch eine fundamentale Veränderung der menschlichen Natur und der menschlichen Gleichheit. Die Technik- und Medienphilosophin Janina Loh kritisiert, dass die meisten Transhumanisten die gesellschaftlichen und philosophischen Fragen, die sich aus der Technologie ergeben, nur am Rande streifen.

### Humanistische Kritik
Humanisten kritisieren unter anderem das meist sehr simple Menschenbild von Transhumanisten, welches auch schon als „Trivial-Anthropologie“ bezeichnet wurde. Dabei gehen, nach einigen Philosophen, viele wichtige Eigenschaften des Menschen verloren, die aber auch berücksichtigt werden müssten. Jörg Scheller etwa kritisiert reduktionistische Bezugnahmen auf Nietzsches Übermenschen und das damit einhergehende unterkomplexe Menschenbild insbesondere im Extropianismus.
Ebenfalls in der Kritik steht die fehlende Achtung vor der Autonomie des Menschen, insbesondere die Autonomie von ungeborenen Leben werde durch die Anwendung von Genmanipulation missachtet.

### Antinatalismus
Obwohl die meisten Menschen die technologischen und wissenschaftlichen Hindernisse auf dem Weg zur transhumanistischen Weiterentwicklung betonen, argumentiert Robbert Zandbergen, dass das Versäumnis zeitgenössischer Transhumanisten, sich kritisch mit der Bewegung des Antinatalismus auseinanderzusetzen, ein weitaus größeres Hindernis für eine bessere Zukunft darstelle. Antinatalismus ist die Bewegung zur Einschränkung oder Beendigung der menschlichen Fortpflanzung als letztes Mittel zur Lösung unserer existenziellen Probleme. Wenn Transhumanisten diese Bedrohung der menschlichen Beharrlichkeit nicht ernst nehmen, liefen sie Gefahr, das gesamte Gebäude der radikalen Verbesserung zusammenbrechen zu lassen.

## Transhumanistische Elemente in Literatur, Film und Gaming
In der Science-Fiction werden transhumanistische Elemente und Ideen schon seit vielen Jahren in verschiedensten Formen aufgegriffen und dargestellt.

### Computerspiele
Auch in Computerspielen tauchen häufig Ideen und Konzepte des Transhumanismus auf. Die Deus-Ex-Reihe behandelt unter anderem die Auswirkungen überlegener Technik wie künstlicher Implantate und künstlicher Intelligenz auf den menschlichen Geist und die Gesellschaft.
Ein weiteres Beispiel für eine transhumanistische Organisation in Computerspielen ist die Cerberus-Gruppe in der RPG-Serie Mass Effect. Diese versucht durch Genmanipulation und Implantologie der Menschheit einen Vorteil im intergalaktischen Wettbewerb mit den anderen, außerirdischen Spezien zu verschaffen.
Das Computerspiel BioShock dreht sich um ein gescheitertes libertäres Gesellschaftsmodell, welches dem Transhumanismus ähnelt.
In den Syndicate-Computerspielen ist es möglich, seinen Agenten vorteilsbringende Prothesen zu kaufen, wodurch sie im späteren Spielverlauf zunehmend zu Cyborgs werden.
Der Horror-Titel Soma des schwedischen Studios Frictional Games verwischt die Grenze zwischen Mensch und Maschine und möchte Grauen mit daraus entstehenden Fragen vermitteln.
Das Open-World-Rollenspiel Fallout 4 des US-amerikanischen Spieleentwicklers Bethesda Game Studios, ermöglicht dem Spielenden sich ausführlich mit der Frage zu beschäftigen, ob bzw. ab wann künstliche Intelligenzen (hier: Synths) „Lebewesen“ sind und als solche entsprechende Rechte verdienen.
In dem Videospiel Cyberpunk 2077 ist es möglich, dem Hauptcharakter mit Cyberware physikalische und physische Vorteile zu verschaffen, welche nur von sogenannten „Ripperdocs“ implantiert werden können. Beispiele sind verstärkte Knochen, Brain-Computer-Interfaces und ein verbessertes Immunsystem.

### Film
Das Thema einer maschinengesteuerten Weltherrschaft wird in Film-Dystopien dargestellt: Auch das „Terminator-Argument“ genannt, nach dem gleichnamigen Film, in dem Skynet, eine planetare künstliche Intelligenz, die ein Bewusstsein entwickelt hat, beschließt, die Menschheit auszulöschen, um nicht von ihren Schöpfern „abgeschaltet“ zu werden. Siehe auch die Matrix-Trilogie oder I, Robot.
In dem Science-Fiction Film Ex Machina gewinnt ein 24-jähriger Web-Programmierer einen firmeninternen Wettbewerb – sein Preis: eine Woche Aufenthalt im privaten Bergdomizil des zurückgezogen lebenden Konzernchefs und modernen Frankenstein. Vor Ort muss der junge Programmierer an einem Experiment teilnehmen und mit der weltweit ersten, künstlichen Intelligenz interagieren, einer bildschönen nach seinen sexuellen Phantasien geformten Androidin. Der Programmierer, der Konzernchef und die Roboterfrau werden in ein kompliziertes Liebes- und Eifersuchtsdreieck verwickelt, in dem es darum geht, was Bewusstsein ist, den Unterschied zwischen Wahrheit sowie Lüge und vor allem ob die künstliche Intelligenz den Turingtest besteht und folglich ein Bewusstsein hat.
In der US-amerikanischen Fernsehserie Altered Carbon (2018–2020) ist es den Protagonisten möglich, ihr Bewusstsein und ihre Erinnerungen auf einem Datenträger zu speichern und in andere Körper (Klone) transferieren zu lassen. Durch das regelmäßige Backup des Datenträgers, in der Serie „Stack“ genannt, können Menschen somit de facto Unsterblichkeit erlangen. Diese Möglichkeit sowie die Möglichkeit, Lebensqualität, Aussehen und Fertigkeiten nach Wunsch durch Upgrades zu verbessern, hängen jedoch von den individuellen ökonomischen Verhältnissen der Handelnden ab. Die Handlung basiert auf dem Buch Das Unsterblichkeitsprogramm von Richard Morgan.
Der Fernsehfilm Maleficius aus der ARD-Serie Tatort (Deutschland 2019) thematisiert das Problem, ob Menschen mit einer Behinderung (zum Beispiel Querschnittslähmung) mit Hilfe eines Brain-Computer-Interface und eines Exoskeletts ihre Bewegungsfähigkeit zurückgewinnen könnten und welche ethischen Probleme damit verbunden sind. Die Vorstellungen von der Verschmelzung des menschlichen Gehirns mit künstlicher Intelligenz werden durch einen dem Transhumanismus verpflichteten Neurochirurgen vorgetragen.